# ВЕС Енеко-Люхтердейнен
ВЕС Енеко-Люхтердейнен (нід. Eneco Luchterduinen) – нідерландська офшорна вітрова електростанція, введена в експлуатацію у 2015 році.
Місце для розміщення ВЕС обрали у Північному морі за 23 км від узбережжя та за 17 км на південь від ВЕС Принсес-Амалія. Будівельні роботи розпочались у 2013-му з прокладання кабелів на суходолі, а наступного року спеціалізоване судно Aeolus виконало роботи зі спорудження 44 фундаментів монопального типу (включаючи один для трансформаторної рідстанції). У 2015-му воно ж змонтувало власне вітрові агрегати, доставляючи по  8 комплектів за один рейс із данського порту Есб’єрг.
Модуль з обладнанням офшорної трансформаторної підстанції розмірами 24х23х16 метрів встановив на згаданий раніше фундамент плавучий кран Rambiz.
Після підняття напруги до 150 кВ продукція електростанції подається на берег по кабелю довжиною 25 км (крім того, існує 8 км наземної ділянки до  підстанції біля селища Сассенхейм). Перехід лінії через пляжну зону виконали за допомогою технології спрямованого горизонтального буріння. Офшорну ділянку прокладало судно Ndurance, яке завело кінець кабелю на берег за допомогою гусеничного апарату Trenchformer, котрий при цьому спорудив траншею глибиною 3 метри.
Вітроелектростанція складається із розміщених на площі 25 км2 сорока трьох вітрових турбін Vestas типу V112-3.0 з одиничною потужністю 3 МВт та діаметром ротору 112 метрів. Вони встановлені на баштах висотою 81 метр в районі з глибинами моря від 18 до 24 метрів. 
Проект, спільно реалізований компаніями Eneco та Mitsubishi, кошторисна вартість — 450 млн євро.